# 홍성역
홍성역(Hongseong station, 洪城驛)은 충청남도 홍성군 홍성읍에 위치한 장항선과 서해선의 철도역이다. 기종점을 제외한 장항선에서 이용객이 가장 많은 역으로 모든 ITX-마음·새마을호·무궁화호 열차가 정차한다. 역무실에서 한국철도 100주년 기념 스탬프를 날인할 수 있다.

## 역사
- 1923년 11월 1일 : 보통역으로 영업 개시[2]
- 1967년 4월 4일 : 구 역사 신축 착공
- 1967년 7월 1일 : 구 역사 신축 준공
- 1973년 4월 6일 : 사무관역으로 승격
- 1998년 12월 1일 : 장항선 전구간 비둘기호 운행중단
- 2004년 4월 1일 : 장항선 통일호 운행중단
- 2006년 5월 1일 : 소화물 취급 중지
- 2008년 12월 1일 : 장항선 직선화와 함께 300m 동쪽으로 역사 이전(고암리 415-16번지 → 고암리 442-3번지)
- 2010년 9월 1일 : 화물취급 중지[3]
- 2015년 2월 5일 : 서해금빛열차 운행 개시
- 2024년 11월 2일: 서해선, 평택선(순환) 개통[4]
- 2026년 3월 : KTX-이음 운행 개시 (예정)

## 역 구조
승강장은 3면 7선의 쌍섬식 승강장을 갖추고 있다.

### 승강장
서해선 승강장에 스크린도어가 설치되었다.
| ↑ 내포 (서해선)/↑ 삽교 (장항선) |
| \| ５６ \| １２ \| ３４ \|      |
| 광천 ↓                          |

| 1 | 장항선 | 새마을호 · ITX-마음 · 무궁화호 · 서해금빛열차 | ITX-마음 당역 출발(외선 순환)            |
| 2 | 장항선 | 새마을호 · ITX-마음 · 무궁화호 · 서해금빛열차 | 천안 · 수원 · 용산 방면                  |
| 3 | 장항선 | 새마을호 · ITX-마음 · 무궁화호 · 서해금빛열차 | 대천 · 장항 · 익산 방면                  |
| 4 | 장항선 | 새마을호 · ITX-마음 · 무궁화호 · 서해금빛열차 | ITX-마음 당역 종착(내선 순환)            |
| 5 | 서해선 | ITX-마음 KTX-이음(예정)                       | 서화성 · 안중 방면, 평택 방면(내선 순환) |
| 6 | 서해선 | ITX-마음 KTX-이음(예정)                       | 시.종착(외선 순환)                       |

## 역 주변
- 홍성군청
- 홍성읍 행정복지센터
- 홍성종합터미널
- 충청남도 홍성의료원
- 홍성중학교
- 충청남도교육청 홍성교육지원청
- 홍성도서관
- 롯데마트 홍성점
- CGV 홍성
- 홍주의사총

## 사진

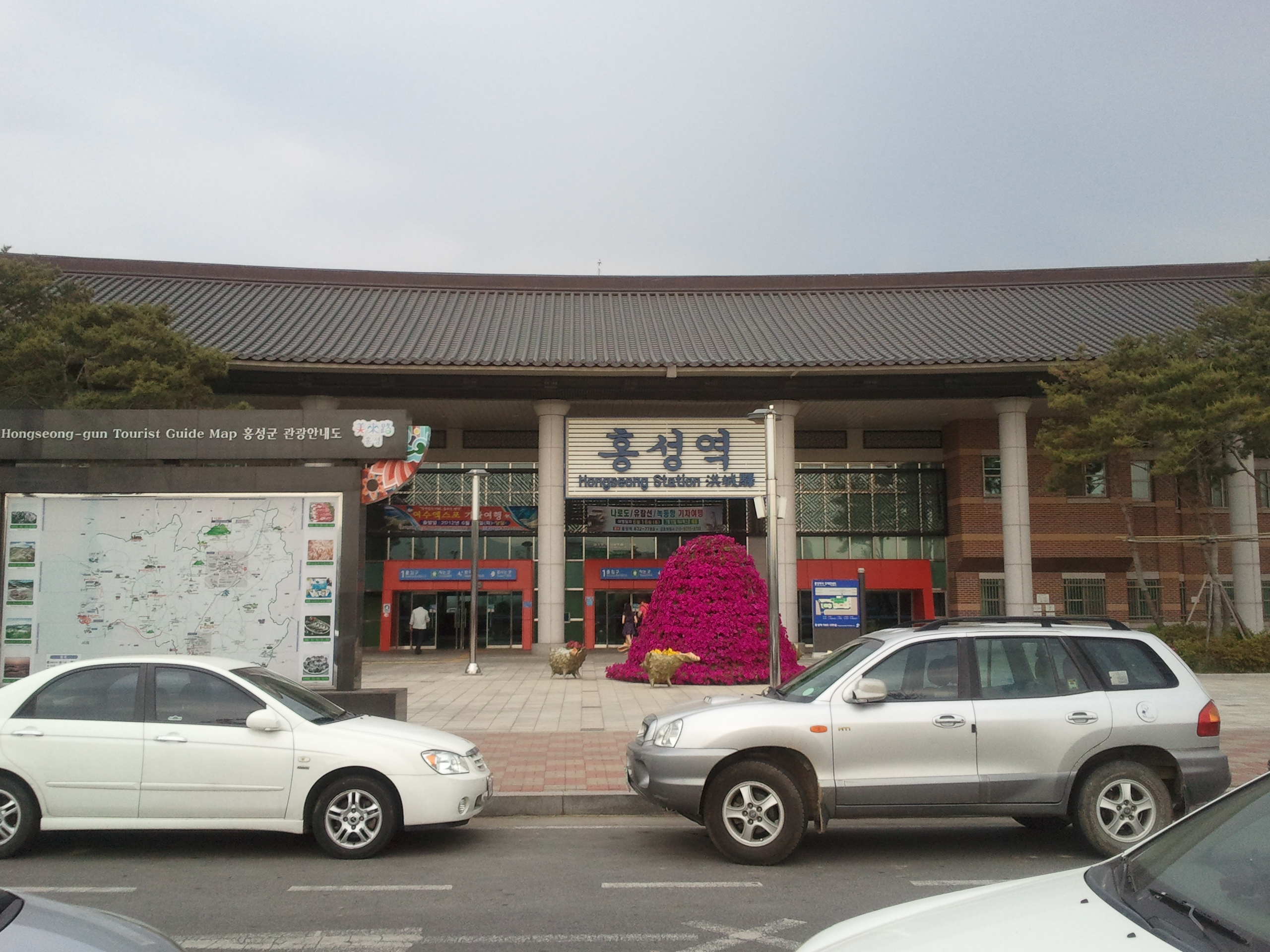
정면에서 촬영한 홍성역 신 역사
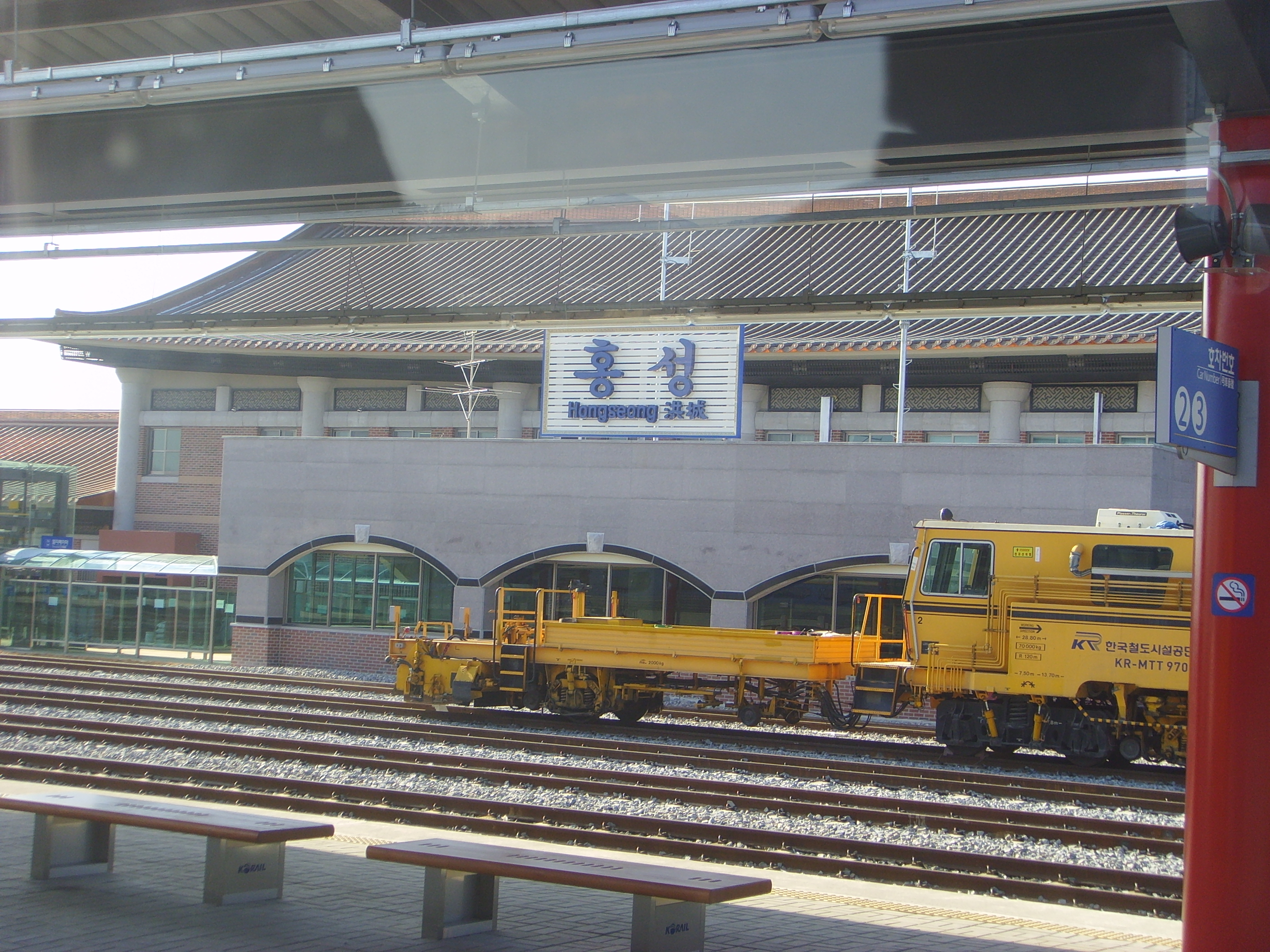
구내에서 촬영한 신 역사
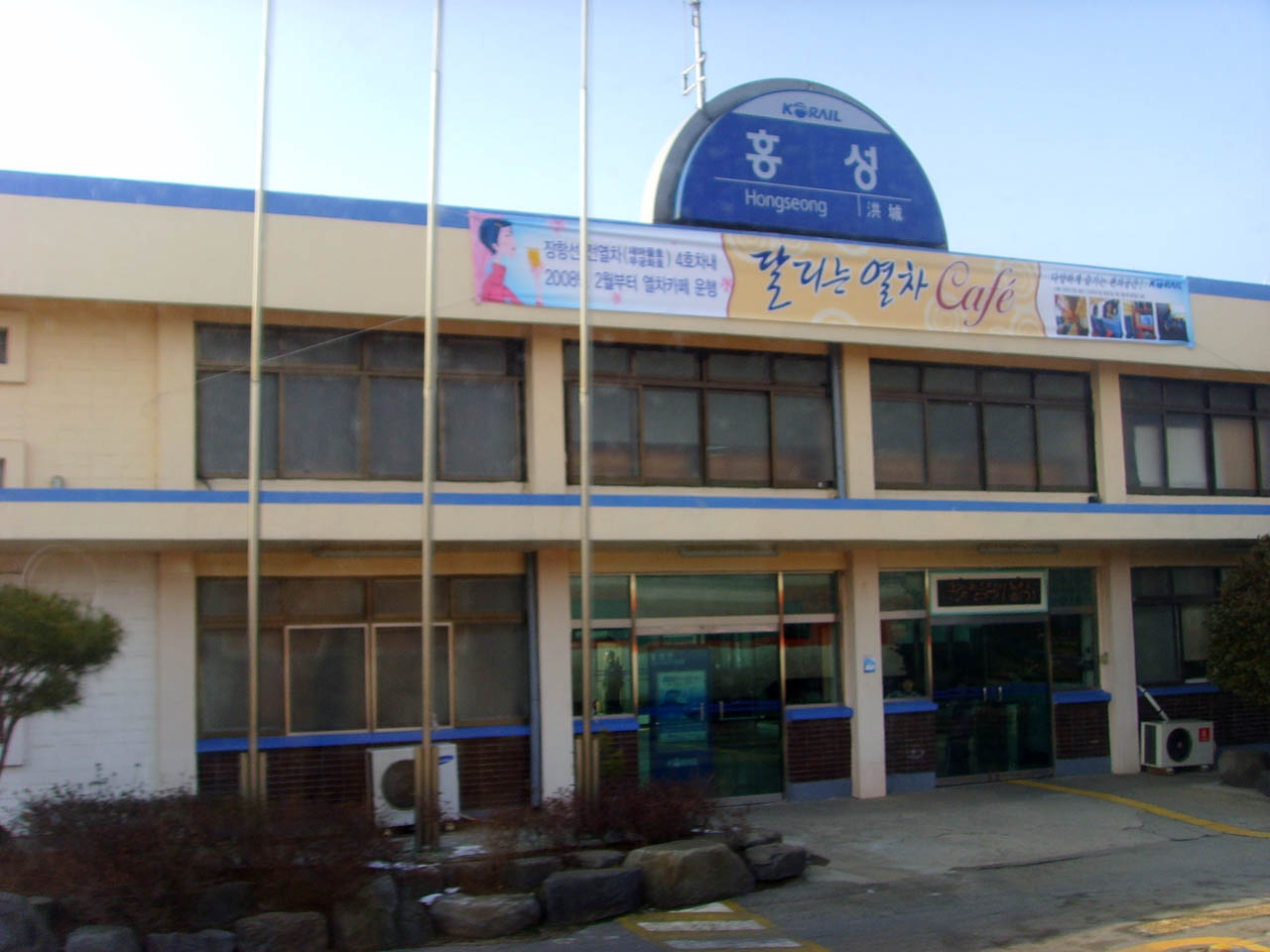
홍성역 구 역사 (철거됨)
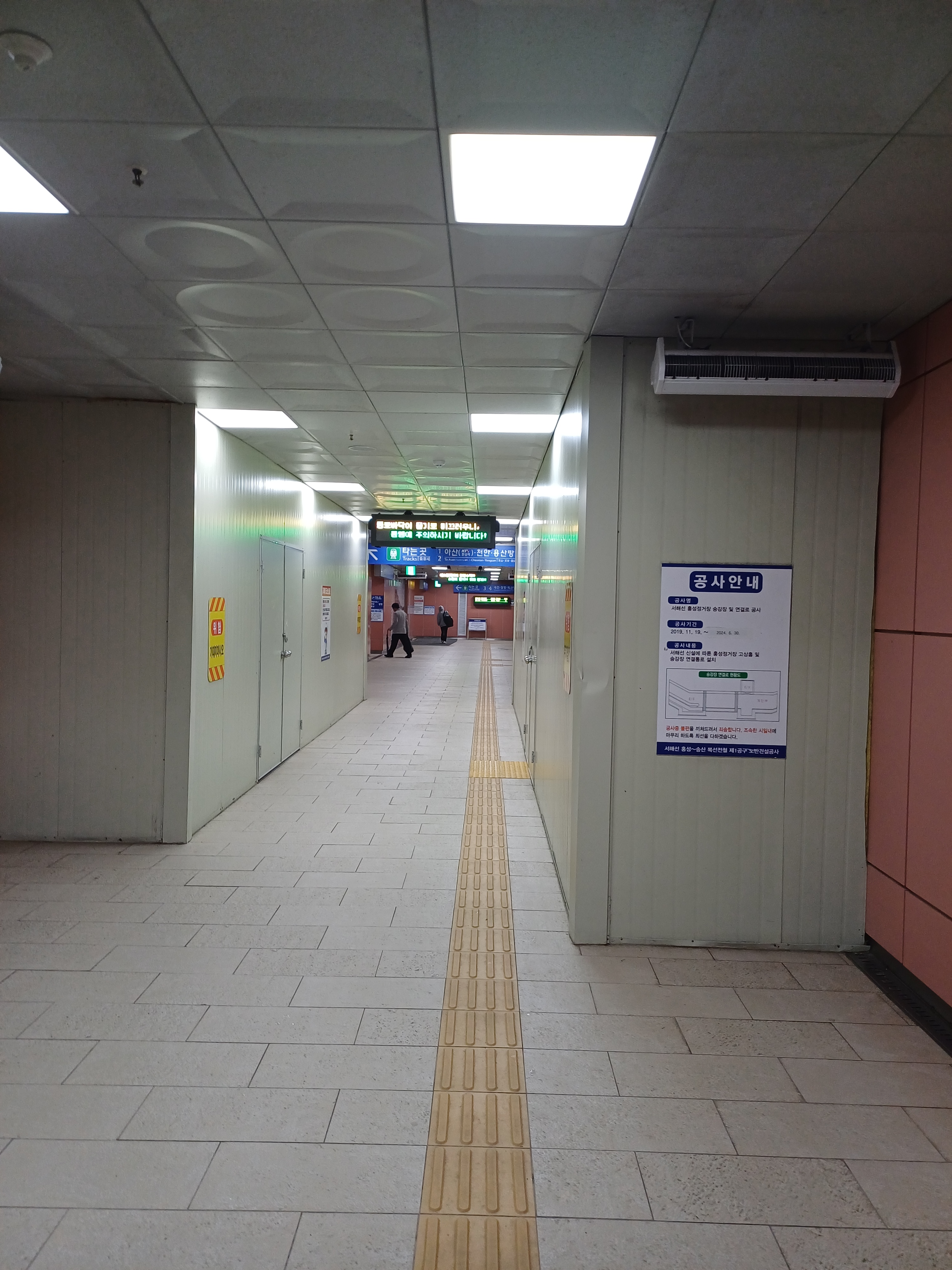
서해선 통로(개통이전)
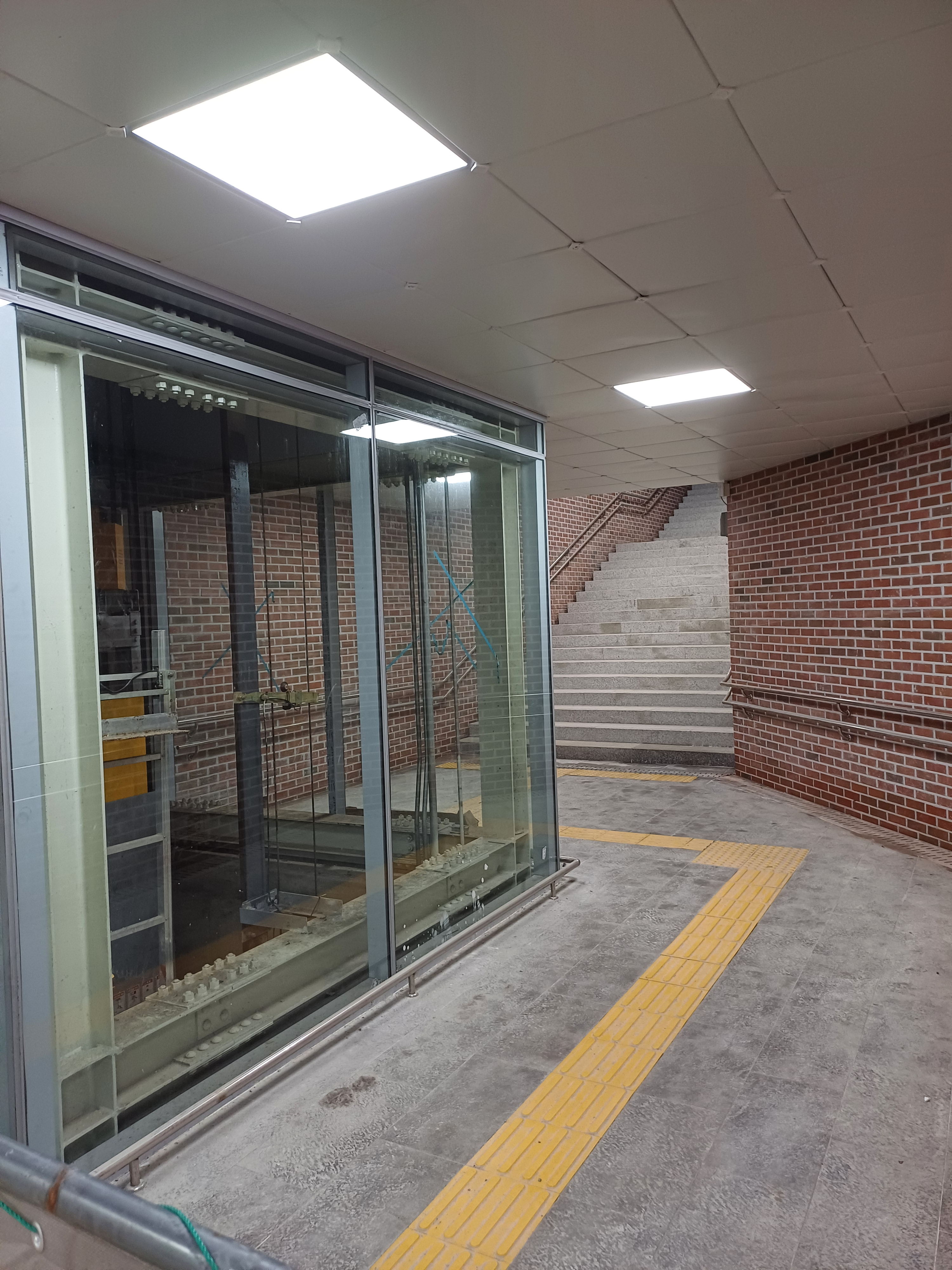
서해선 홍성역 통로
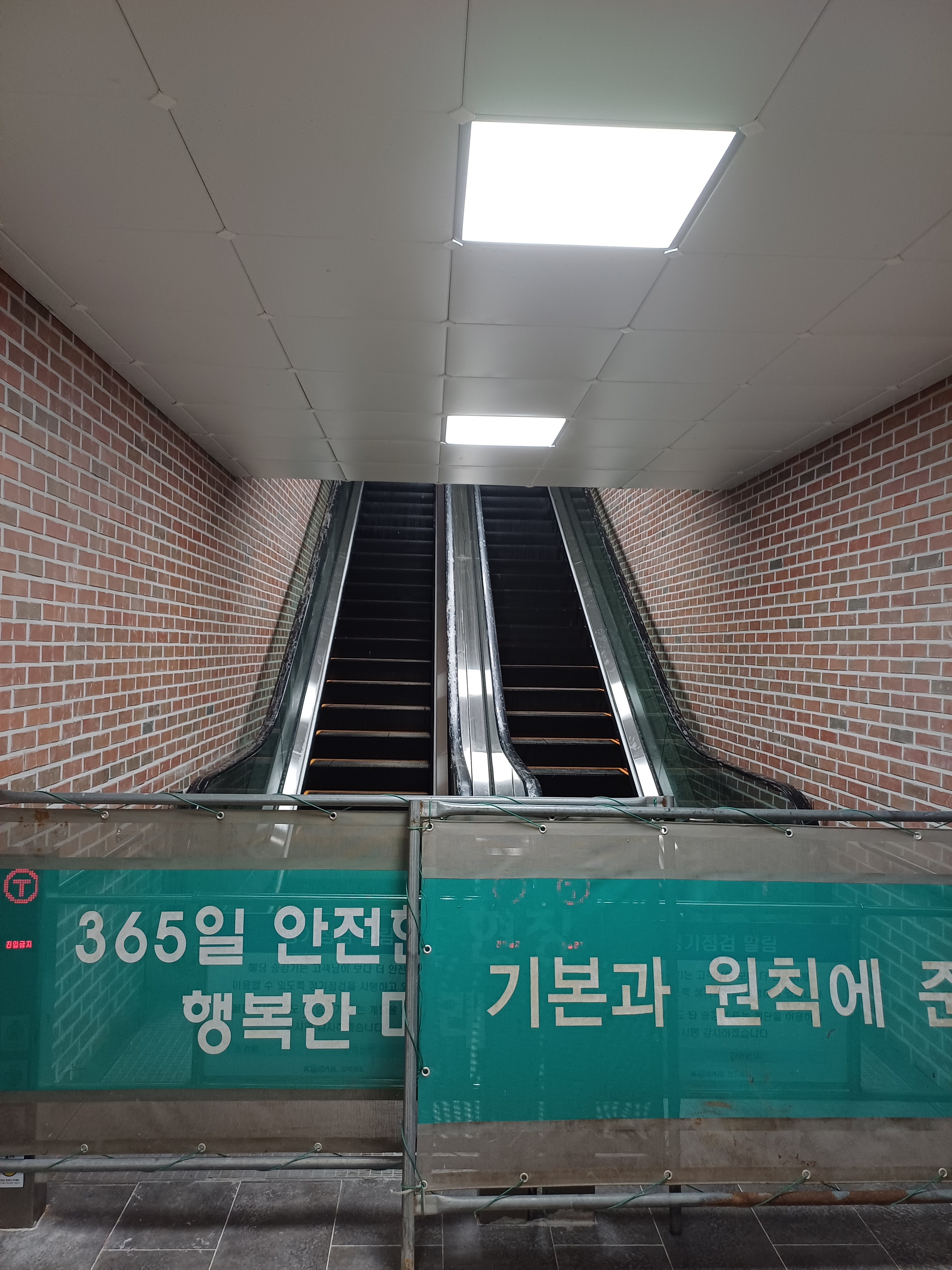
서해선 홍성역 통로2

## 인접한 역
| 장항선             | 장항선          | 장항선             |
| ------------------ | --------------- | ------------------ |
| 삽교 용산 방면     | 새마을호 장항선 | 광천 익산 방면     |
| 삽교 용산 방면     | 무궁화호 장항선 | 광천 익산 방면     |
| 예산 용산 방면     | 서해금빛열차    | 광천 익산 방면     |
| 예산 용산 방면     | ITX-마음 장항선 | 시·종착역          |
| 인주 서화성 방면   | ITX-마음 서해선 | 시·종착역          |
| 합덕 내선순환 방면 | ITX-마음 평택선 | 삽교 외선순환 방면 |

## 사건사고
민정식은 대한청소년개척단을 운영하면서 돈을 많이벌었고 정부에서 미국 잉여 농산물 지원받을려고 대한청소년개척단을 이용했고 지원받아서 열차로 옮겼으며 홍성역에 내려서 민간업자에게 팔았고 경찰은 민정식이 보여준 돈가방을 받았다.